# Mosquée de Hadži Osman-bey
La mosquée de Hadži Osman-bey, également connue sous les noms de Hadži Osmanija džamija et de Talina džamija, est située sur le territoire de la ville de Banja Luka, l'actuelle capitale de la république serbe de Bosnie en Bosnie-Herzégovine. Elle a été construite à la fin du XVIe siècle ou au début du XVIIe siècle.
La cour intérieure de la mosquée (en bosnien : harem) abrite un cimetière avec 23 nişans (stèles ottomanes). Cet ensemble funéraire est inscrit sur la liste des monuments nationaux de Bosnie-Herzégovine.